# 히가시카와촌 (니가타현)
히가시카와촌(東川村)은 니가타현 히가시칸바라군에 있던 촌이다.

## 역사
- 1889년 4월 1일 - 정촌제 시행에 수반해 히가시칸바라군 히가시카와촌이 성립하였다.
- 1954년 12월 1일 - 니시카와촌, 조조촌과 합병해 아가정이 되어 소멸하였다.

## 참고문헌
- 『市町村名変遷辞典』東京堂出版、1990年。